# Magic (canção de B.o.B)
"Magic" é uma canção do rapper norte-americano B.o.B e foi lançado como terceiro single do seu álbum de estréia intitulado B.o.B Presents: The Adventures of Bobby Ray. A faixa conta com a participação do vocalista da banda Weezer, Rivers Cuomo, e foi produzida por Dr. Luke.

## Video clipe
O video clipe da canção foi liberado no Mtv.com em 2 de setembro de 2010. O video mostra B.o.B tentando acordar de um sonho. Kanye West aparece no video dormindo numa cama. Ele também se apresenta com Rivers Cuomo no video num palco durante uma festa. O video foi dirigido por Sanaa Hamri.

## Paradas musicais
| Paradas (2010)              | Melhor posição |
| --------------------------- | -------------- |
| Austrália Singles Chart     | 5              |
| Canadá Hot 100              | 17             |
| Irlanda Singles Chart       | 17             |
| Nova Zelândia Singles Chart | 6              |
| UK Singles Chart            | 61             |
| Billboard Hot 100           | 10             |
| Billboard Pop Songs         | 12             |
| Billboard Rap Songs         | 25             |

### Certificações
| País           | Certificador | Certificação |
| -------------- | ------------ | ------------ |
| Austrália      | AUS          | 2× Platina   |
| Canadá         | Music Canada | Ouro         |
| Estados Unidos | RIAA         | 2× Platina   |
| Nova Zelândia  | RIANZ        | Ouro         |